# École des hautes études commerciales de Varsovie

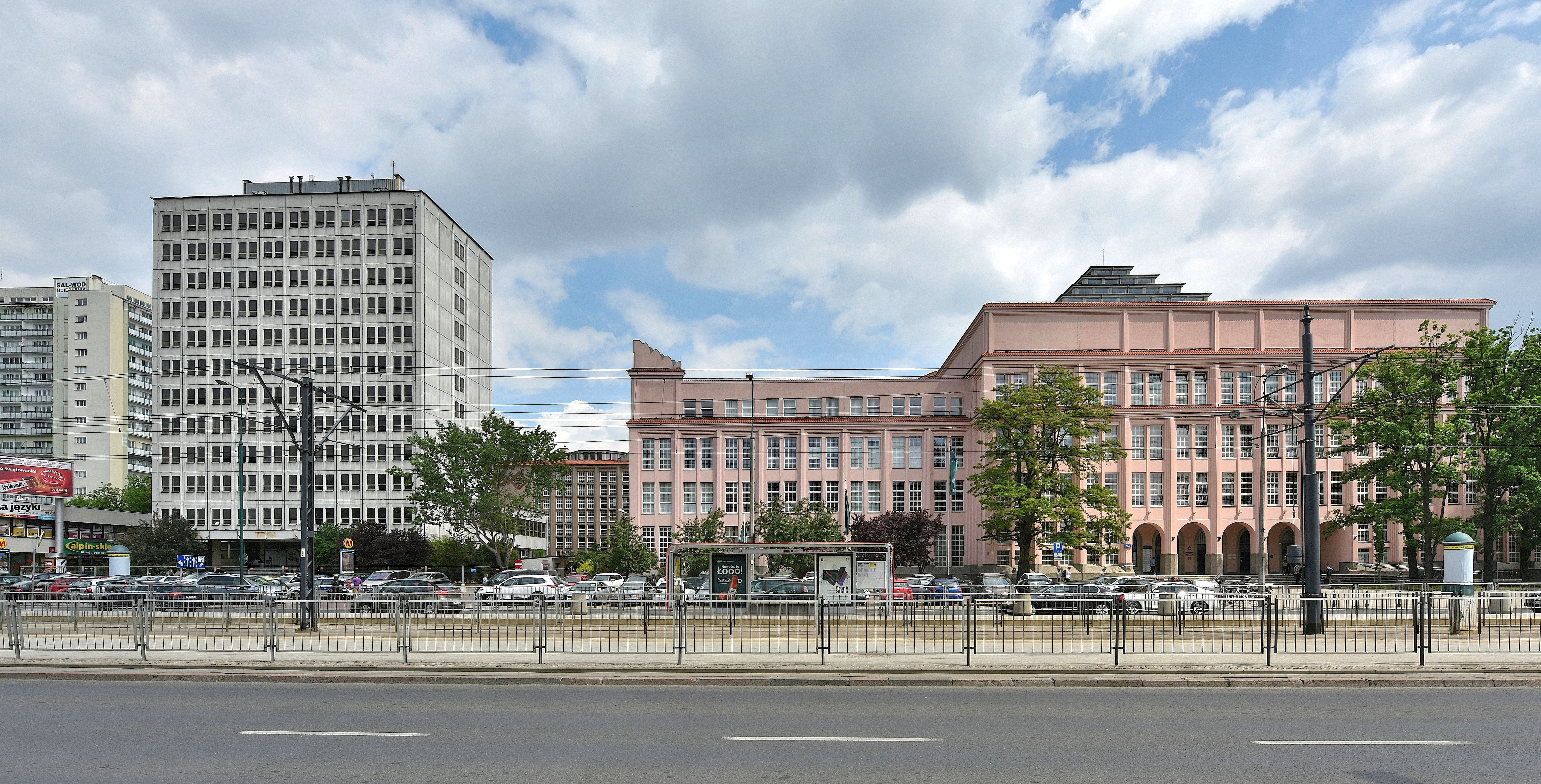
Siège de la SGH situé avenue Aleja Niepodległości (allée de l'Indépendance)

L’École des hautes études commerciales de Varsovie (Szkoła Główna Handlowa w Warszawie, SGH, Warsaw School of Economics) est un établissement public polonais d'enseignement supérieur et de recherche spécialisé dans l'économie, le commerce et la gouvernance.
Elle est une des grandes écoles les mieux placées dans les classements internationaux de son domaine,

## Historique
En 1906 est créée à Varsovie la première école supérieure de commerce en langue polonaise sur le territoire de l'Empire russe, sous le nom de Wyższe Kursy Handlowe im. Augusta Zielińskiego (Cours supérieur de commerce Auguste Zieliński). Elle devient en 1916 École supérieure de commerce (Wyższa Szkoła Handlowa) et commence à accueillir des jeunes filles en 1918. Elle s'intitule à partir de 1933 Szkoła Główna Handlowa, se rattachant à une tradition universitaire du XIXe siècle.
Après la Seconde Guerre mondiale, elle devient sous le régime communiste École supérieure de planification et de statistique (Szkoła Główna Planowania i Statystyki w Warszawie, SGPiS) et reprend son nom d'avant-guerre dès 1991.

## Organisation

### Collèges
- Collège d'analyse économique (Kolegium Analiz Ekonomicznych)
- Collège de politique économique et sociale (Kolegium Ekonomiczno-Społeczne)
- Collège d'économie mondiale (Kolegium Gospodarki Światowej)
- Collège de connaissance de l'entreprise (Kolegium Nauk o Przedsiębiorstwie)
- Collège de management et de finances (Kolegium Zarządzania i Finansów)

## Professeurs
- Leszek Balcerowicz, vice-président du conseil des ministres et ministre des finances (1989-1991 puis 1997-2000), gouverneur de la Banque centrale (2001-2007)
- Oskar Lange (1904-1985), économiste et diplomate

## Anciens élèves célèbres
La majorité des ministres des Finances des gouvernements polonais depuis 1988 sont des diplômés de SGH/SGPiS, notamment tous ceux qui exercé cette fonction de 1988 à 1997.
- Leszek Balcerowicz, vice-président du conseil des ministres et ministre des finances (1989-1991 puis 1997-2000), gouverneur de la Banque centrale (2001-2007)
- Elżbieta Bieńkowska, ministre polonaise du développement régional (2007-2013), vice-président du conseil des ministres et  ministre des infrastructures et du développement (à partir de novembre 2013) et sénatrice de Silésie[8]
- Marek Borowski, vice-président du conseil des ministres et ministre des finances (1993-1994), maréchal de la diète (2001-2004)
- Danuta Hübner, commissaire européenne pour la politique régionale (2004-2009), députée européenne (depuis 2009)
- Stanisław Kluza, ministre polonais des finances (2006)
- Grzegorz Kołodko, vice-président du conseil des ministres et ministre des finances (1994-1997 et 2002-2003)
- Józef Oleksy, maréchal de la diète (1993-1995 et 2004-2005), ministre polonais de l'Intérieur (2004-2005) et président du conseil des ministres (1995-1996)
- Marek Rocki, recteur de SGH (1999–2005), sénateur depuis 2005
- Dariusz Rosati, ministre polonais des Affaires étrangères (1995-1997), député européen (depuis 2004)
- Wieslaw Rozłucki, fondateur puis président (1991–2006) de la bourse de Varsovie
- Michał Rutkowski, haut fonctionnaire à la Banque mondiale à Washington, DC
- Stefan Starzyński, président (maire) de la ville de Varsovie de 1934 à la prise de la ville par les Allemands en 1939.
- Izabela Leszczyna, ministre de la santé.
- Edward Szczepanik, dernier Premier ministre du gouvernement polonais en émigration (1986-1990)[9]

## Partenariats internationaux
Avec le Canada
- HEC Montréal
- ESG-UQÀM

Avec la Belgique
- Université de Mons (Umons)
- HEC Liège

Avec la France
- Sciences Po Paris - double diplôme - magister de SGH - master de sciences politiques
- ESC Rennes
- SKEMA Business School
- HEC Paris : - double diplôme - master international de management et d’économie -  Executive master HEC
- Université de Cergy-Pontoise : master recherche en sciences politiques
- ESC Toulouse
- Kedge Business School - Bordeaux et Marseille : master programme grande école
- Université catholique de Lille
- Sciences Po Bordeaux (mobilité en deuxième année)